# Kid's Got Talent
Kid's Got Talent  è stato un programma televisivo italiano di intrattenimento trasmesso in prima serata su TV8 con la conduzione di Lodovica Comello e Claudio Bisio. Ne è stata realizzata una edizione composta da quattro puntate trasmesse dall'11 dicembre 2016 al 1º gennaio 2017 in onda in prima visione su TV8 ed in chiaro su Sky Uno.

## Edizioni
| Edizione | Puntate | Conduzione       | Conduzione    | Inizio           | Fine           | Telespettatori | Share | Rete                                 |
| -------- | ------- | ---------------- | ------------- | ---------------- | -------------- | -------------- | ----- | ------------------------------------ |
| 1ª       | 4       | Lodovica Comello | Claudio Bisio | 11 dicembre 2016 | 1 gennaio 2017 | 413.000        | 1,97% | TV8 (1°visione), Sky Uno (in chiaro) |